# Oligoxystre diamantinensis
Oligoxystre diamantinensis là một loài nhện trong họ Theraphosidae.
Loài này thuộc chi Oligoxystre. Oligoxystre diamantinensis được miêu tả năm 2009 bởi Bertani, Santos & Righi.

## Hình ảnh

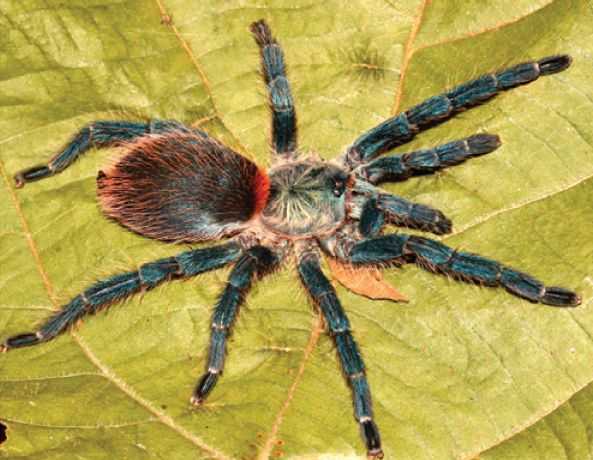